# Robert de la Riba
El pare Robert de la Riba, nascut amb el nom civil de Joan Sans i Balsells, (La Riba, Alt Camp, 5 de febrer de 1912 - Barcelona, 19 de febrer de 1999) fou un organista i compositor català. Quan ingressà a l'orde caputxí prengué el nom de religiós de Robert de la Riba, el mateix amb el que signava les seves composicions i l'únic amb el que hom el coneix en el món eclesiàstic, musical i fotogràfic.
Als deu anys va iniciar els estudis musicals a l'Escolania del Santuari de Nostra Senyora de Pompeia, a Barcelona, que dirigia l'organista i mestre de capella Antoni Català, que en veure els seus dots el va conduir a iniciar els estudis de piano amb Joan Pellicer, professor de l'Escola Municipal de Música de Barcelona. El 1925 començà els estudis religiosos al seminari dels Caputxins d'Igualada i es va consagrar a l'estudi del seu instrument predilecte: l'orgue. L'any 1935 fou ordenat sacerdot de les mans del cardenal Francesc Vidal i Barraquer.
El 1940 s'instal·là a Igualada. El 1943 va inaugurar l'orgue del Santuari de Nostra Senyora de Pompeia i entre els anys 1946 i 1970 hi va assumir els magisteris de capella i de l'orgue, en què dugué a terme una continuada labor pedagògica i musical, a través de l'assídua interpretació del repertori sacre dels segles XVI al XX. Durant aquest període es va dedicar amb molta intensitat a la composició. D'aquesta època daten algunes de les seves composicions més emblemàtiques com la Rapsòdia Nadalenca per a orquestra i cor, estrenada sota la seva direcció al Palau de la Música Catalana, la Simfonieta concertant, Missa catalana (1965) o la sèrie de sis sardanes, en les seves diverses versions.
Al llarg dels anys 50, la seva popularitat concertística va augmentar arran de la seva presència habitual en els cicles dels "Concerts Populars" del Palau de la Música Catalana, on hi oferia, al costat del repertori organístic tradicional, transcripcions pròpies d'obres simfòniques de Mozart, Beethoven, Mendelssohn i Grofé.
A través dels seus setmanals concerts d'orgue durant més de quaranta anys convertí l'església de Pompeia en l'únic baluard barceloní de la música organística, divulgant el repertori organístic europeu dels segles XVI al XX. Dins del seu extens repertori hi ocupava un lloc primordial l'obra d'orgue de J. S. Bach, l'opera omnia del qual va interpretar quatre vegades; també va donar a conèixer per primera vegada al públic barceloní les obres completes d'orgue de Mozart, Mendelssohn, Franck i Liszt.
El seu llegat compositiu es conserva al Fons Robert de la Riba de l'Arxiu Provincial dels Caputxins de Catalunya. A banda del seu llegat musical, també ha deixat una col·lecció de fotografia pròpia, que custodia l'Associació Fotogràfica de Gràcia que porta el seu nom.
Obra editada
- –. Josep Maria Gregori (ed.). Música per a orgue.  Barcelona: Tritó, 2001 (1a. ed.), 2008 (2a. ed. de l'obra completa per a orgue en 8 vols). ISBN 979-0-69204-060-6.
- –. Sardanes per a cobla. Vol I: Vall de Carme, Camp de Tarragona. Vol II: Fontnegra, Fontalba. Vol III: En Pere Gallerí, Bella companyia..  Barcelona: Amalgama, 2008.
- –. Cantilena, per a orquestra de corda. Meditació per a orquestra de corda. Museta per a orquestra de corda. Simfonieta concertant en Re menor, per a flauta, violí, clarinet, violoncel i orquestra de corda.  Barcelona: Tritó, 2009.